# Catedral de Santo André (São Petersburgo)

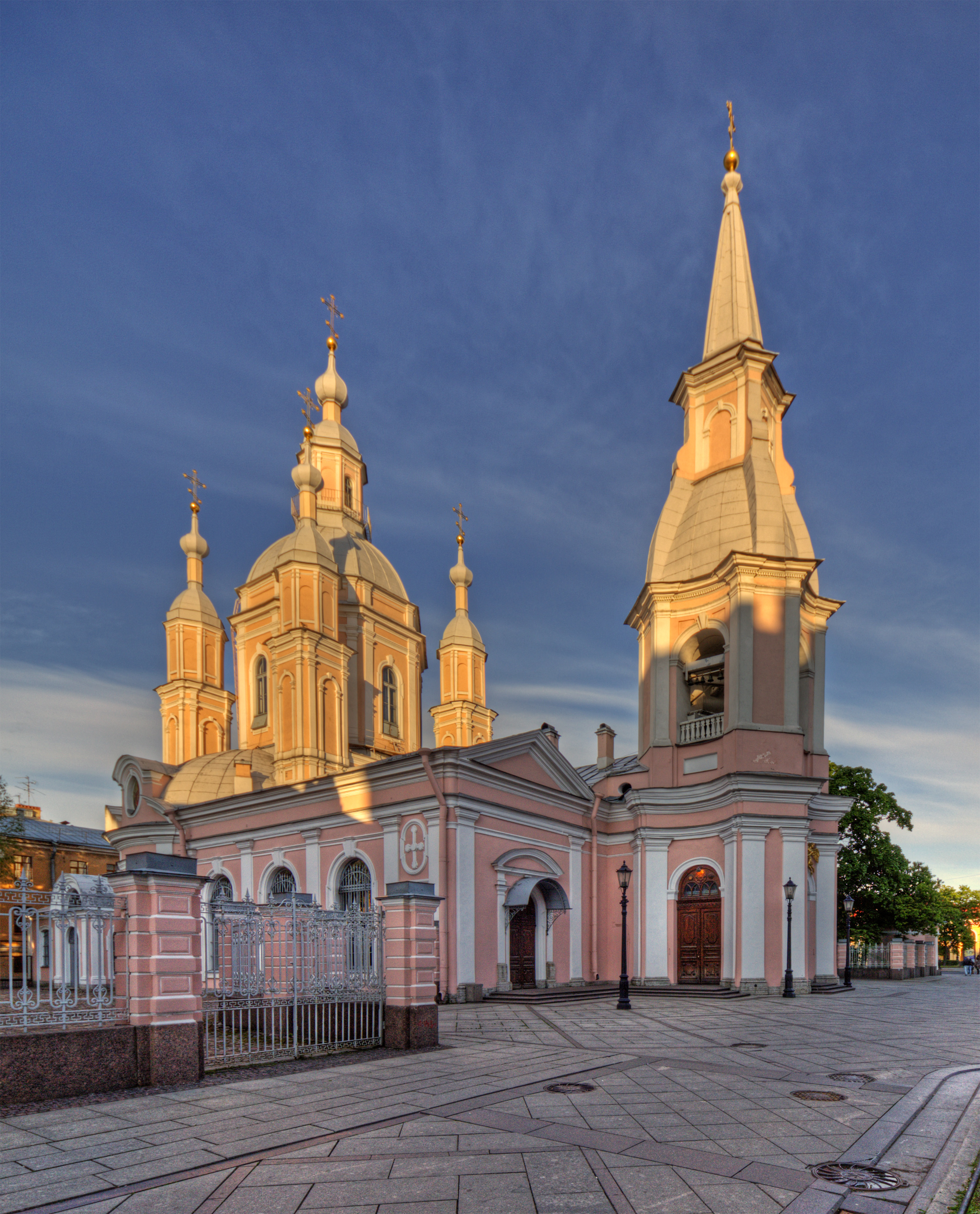
Catedral de Santo André na Ilha de Vassiliev

A Catedral de Santo André (em russo:  Андреевский собор) foi a última catedral barroca construída em São Petersburgo, na Rússia.
A catedral foi concebida durante o reinado de Pedro I como igreja sede da primeira ordem de cavalaria da Rússia, a Ordem de Santo André. O arquiteto mais famoso dos países nórdicos, Nicodemus Tessin, o Jovem foi chamado para projetar uma igreja similar à Basílica de São Pedro em Roma e com largura superior a 130 metros.
Quando Tessin enviou os seus projetos, o Czar já estava morto e o projeto custoso foi suspenso. Dois anos depois, Giuseppe Trezzini, um arquiteto de São Petersburgo, limpou o terreno atrás dos Doze Colégios e construiu uma modesta igreja de madeira, que foi consagrada por Theophano Prokopovich em nome de Santo André em 8 de outubro de 1732 no Calendário juliano. Era uma estrutura austeramente racional com poucas pretensões estilísticas. A Imperatriz Ana doou mobílias à igreja, enquanto que o iconostásio, necessário para uso ortodoxo, veio de uma capela do vizinho Palácio Menchikov.

Como a igreja de madeira se tornou pequena demais para alojar a sua crescente congregação, Trezzini projetou uma igreja de alvenaria, que foi fundada em 2 de julho de 1740 nas proximidades da catedral de madeira. O domo da igreja foi erguido dentro de cinco anos, mas trabalhos de decoração impediram a sua consegração até 1760. Foi aqui que Mikhail Lomonossov e Vasily Trediakovsky foram juramentados professores da Academia Imperial de Ciências em 30 de julho de 1760. A estrutura, dedicada aos Três Hierarcas Sagrados, ainda existe. 

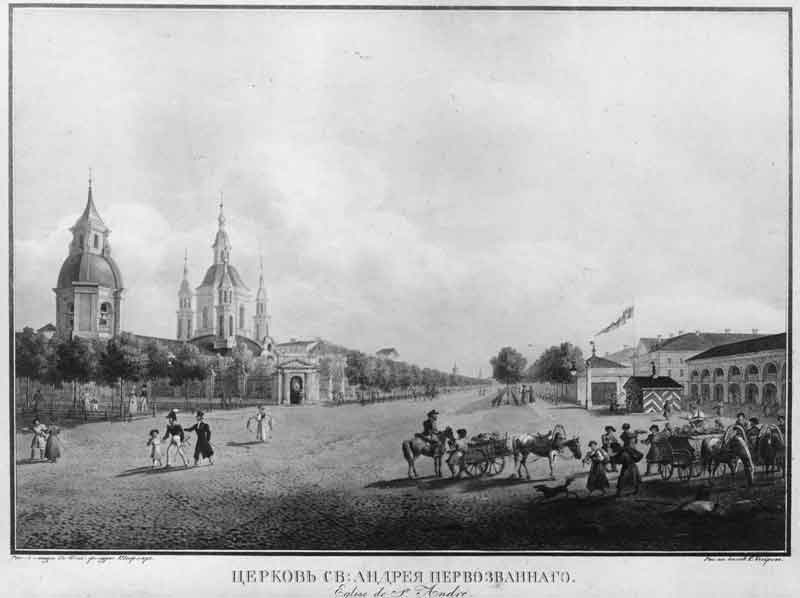
Vista da catedral na virada do século XIX.

Em 4 de julho de 1761 a catedral de madeira foi atingida por um relâmpago e queimou completamente. O arquiteto Alexander Whites (1722 - 1794) foi engarregado com a tarefa de projetar uma nova catedral de pedra. Apesar de sua fundação datar de 18 de julho de 1764, a construção levou 22 anos para ser concluída. Um atraso foi por causa do colapso da cúpula em 6 de agosto de 1766, um desastre que levou ao arquiteto ser levado sob custódia. Apenas em 21 de março de 1780 a catedral rosa pastel de cinco domos foi consagrada. 
A decoração é sóbria, apesar de que Paulo I, ao reafirmar sua importância como igreja capitular da mais antiga ordem de cavalaria russa, teve a entrada decorada com um relevo representando a ordem carregada por dois anjos. Um lugar especial foi reservado para o Czar na catedral até 1813.
A torre piramidal do sino, anexada à igreja por um refeitório, foi construída em duas camadas em 1784 - 1786 e anteriormente ostentava dez sinos, dos quais o maior pesada mais de quatro toneladas. O topo do campanário foi remodelado em 1850. Sete anos depois, o interior da catedral foi renovado e o iconostásio do século XVII expandido. Posteriormente, quando a primeira ponte permanente atravessando o Rio Neva foi construída nos anos 1850, uma capela na ponte foi afiliada à catedral.

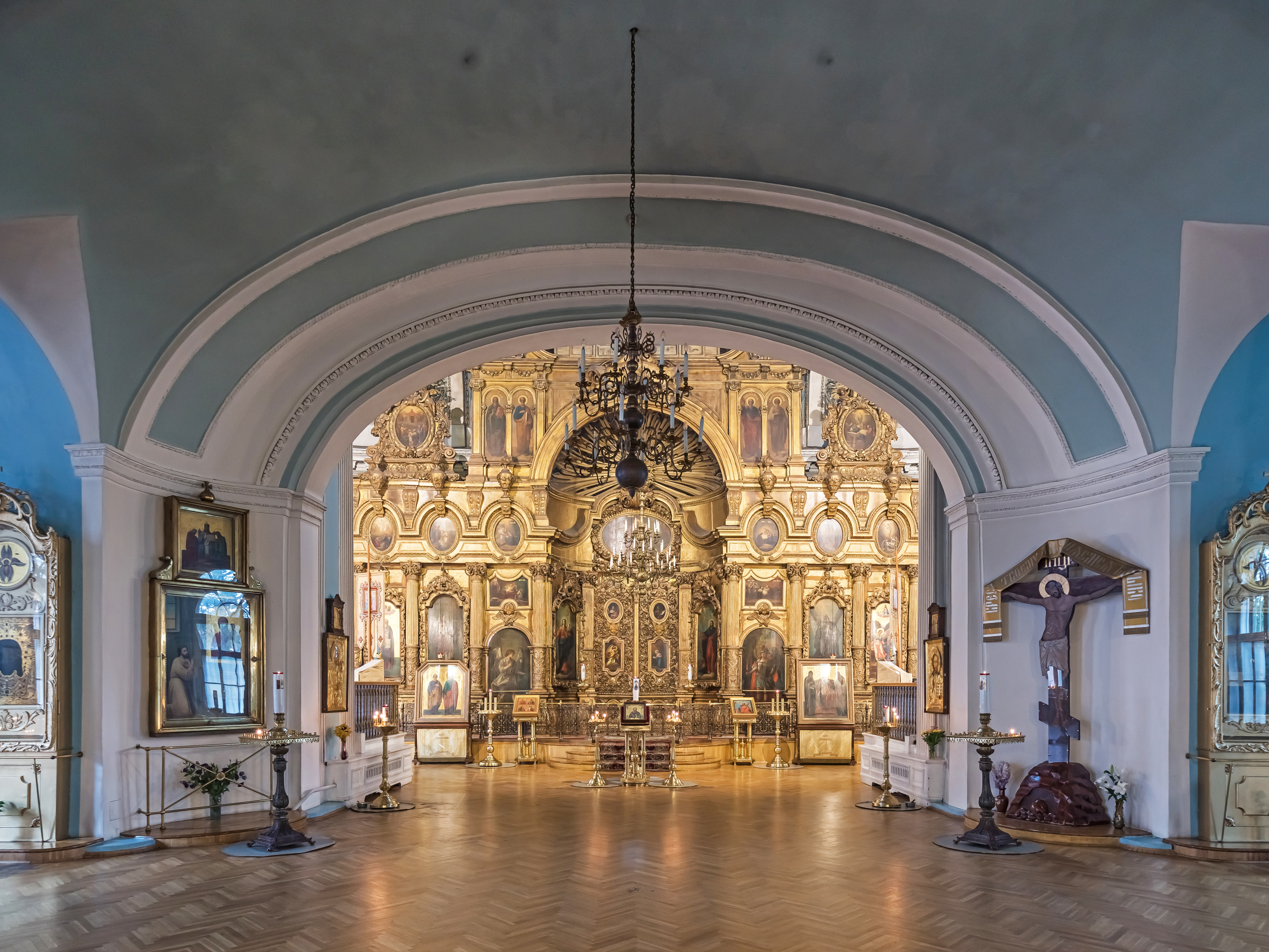
Interior of Catedral de Santo André

Depois da Revolução de Outubro, os bolcheviques confiscaram muitos bens da igreja. Em 24 de abril de 1924 uma multidão de centenas de fiéis tentaram defender os ícones e colidiram com os membros do "comitê de expropiação". Como consequência das revoltas, a catedral foi dada aos renovacionistas, uma seita patrocinada pela URSS que  buscou reconciliar os ideias cristãos e comunistas.
Em 16 de maio de 1938 a catedral foi fechada, seus padres presos e os sinos destruídos. No entanto, o grandioso iconostásio barroco foi restaurado, enquanto que um ícone do século XVII portrando o Patriarca Nikon de Moscou e Czar Aleixo foi levado para o Museu Russo. Durante o cerco de Leningrado, o domo foi equipado com canhões que ajudaram a proteger a região de bombardeamento intensivo. 
Em 1992, a catedral de Santo André e a igreja dos Três Hierarcas Sagrados retornaram à Igreja Ortodoxa Russa. Em 2001, um obelisco foi construído em frente à igreja para comemorar o tricentenário da restaurada Ordem de Santo André.